# 10e division de réserve (Empire allemand)
Pour les articles homonymes, voir 10e division.
La 10e division de réserve est une unité de l'armée allemande créée en 1914 qui participe à la Première Guerre mondiale. Elle forme avec la 9e division de réserve le Ve corps de réserve. La division participe aux combats le long de la Meuse, puis poursuit les troupes françaises jusque dans la région de Verdun. d'octobre 1914 à avril 1916, la division est localisée sur le front de Verdun et participe aux combats violents autour de Vaux en mars 1916.
En septembre 1916, la 10e division de réserve est engagée dans la Somme. Elle est ensuite transférée sur l'Aisne et participe en avril à la bataille du Chemin des Dames avant d'occuper durant l'été un secteur du front vers Verdun. En 1918, la division participe à l'offensive Michael, puis à la bataille de l'Aisne avant d'être engagée sur la rive sud de la Marne lors de la bataille de la Marne. Elle accompagne le repli allemand au cours de l'été et de l'automne. Après la signature de l'armistice, la division est transférée en Allemagne où elle est dissoute au cours de l'année 1919.

## Première Guerre mondiale

### Composition

#### Mobilisation en 1914 - 1916
- 18e brigade d'infanterie de réserve

37e régiment d'infanterie de réserve
46e régiment d'infanterie de réserve
- 77e brigade d'infanterie

37e régiment de fusiliers
155e régiment d'infanterie
- 3 escadrons du 6e régiment d'uhlans de réserve
- 10e régiment d'artillerie de campagne de réserve (6 batteries)
- 1re et 2e compagnies de réserve du 5e bataillon de pionniers

#### 1917
- 77e brigade d'infanterie

37e régiment d'infanterie de réserve
37e régiment de fusiliers « von Steinmetz » (régiment de fusiliers de Prusse occidentale)
155e régiment d'infanterie (7e régiment d'infanterie de Prusse occidentale)
- 61e commandement d'artillerie divisionnaire

10e régiment d'artillerie de campagne de réserve (9 batteries)
- 3e escadron du 6e régiment d'uhlans de réserve
- 310e bataillon de pionniers

#### 1918
- 77e brigade d'infanterie

37e régiment d'infanterie de réserve
37e régiment de fusiliers « von Steinmetz » (régiment de fusiliers de Prusse occidentale)
155e régiment d'infanterie (7e régiment d'infanterie de Prusse occidentale)
- 61e commandement d'artillerie divisionnaire

10e régiment d'artillerie de campagne de réserve (9 batteries)
2e bataillon du 66e régiment d'artillerie à pied
- 1er escadron du 3e régiment de dragons de réserve
- 310e bataillon de pionniers

### Historique
Au déclenchement de la Première Guerre mondiale, la 10e division de réserve forme avec la 9e division de réserve le Ve corps de réserve rattaché à la Ve armée allemande.

#### 1914
- 2 - 22 août : concentration de la division vers Sarrebruck, la division entre ensuite en Belgique.
- 22 - 27 août : engagée dans la bataille de Longwy, combat dans la région de Ville-au-Montois.
- 27 août - 2 septembre : poursuite des troupes françaises le long de la Meuse, combats vers Consenvoye et Flabas le 1er septembre.
- 3 - 30 septembre : mouvement de flanquement de la Ve armée allemande face à la forteresse de Verdun sur la rive droite de la Meuse[1].
- 1er - 30 octobre : transférée sur la rive gauche de la Meuse, occupation d'un secteur du front vers Cuisy, Forges-sur-Meuse et Gercourt[1].

#### 1915
- 1er novembre 1914 - 15 février 1916 : déplacement sur la rive droite de la Meuse. La division occupe un secteur du front comprenant Consenvoye, Flabas, bois des Caures et Azannes.

10 novembre 1914 : participe à l'attaque allemande sur Azannes.
septembre 1915 : des unités de la division sont envoyées en renfort lors de la bataille de Champagne.

#### 1916
- 15 février - 12 mars : retrait du front, mise en réserve. Seuls un ou deux bataillons des troupes les plus aguerries sont engagées lors de l'attaque sur Verdun.
- 12 mars - 30 avril : engagée dans la bataille de Verdun dans le secteur de Vaux, fort de Vaux[1].
- 1er mai - 12 juin : retrait du front, transport par V.F. en Alsace. Repos dans la région de Mulhouse.
- 12 juin - 20 septembre : transport par V.F. en Champagne, mouvement vers le front. Occupation d'un secteur du front au nord de Tahure et au sud de Sommepy.
- 20 septembre - 5 octobre : retrait du front, repos.
- 5 - 15 octobre : engagée dans la bataille de la Somme au sud du bois de Saint-Pierre-Vaast, la division subit de fortes pertes[1].
- 15 - 23 octobre : retrait du front, transport par V.F. vers Dun-sur-Meuse en passant par Hirson, Charleville et Sedan, repos.
- 24 octobre 1916 - 8 février 1917 : mouvement vers le front, occupation d'un secteur vers le Mort-Homme.

#### 1917
- 8 février - 1er mars : retrait du front, repos dans la région de Sedan, puis de Dizy-le-Gros.
- 1er mars - 16 avril : mouvement vers le front, occupation d'un secteur dans la région de Berry-au-Bac entre la Cote 108 et Sapigneul. La division subit la préparation d'artillerie de l'armée française durant la bataille du Chemin des Dames avec de lourdes pertes[2], elle est relevée le 16 avril.
- 17 avril - 19 juillet : transport dans la région de Verdun, occupation d'un secteur sur la rive gauche de la Meuse au Mort-Homme. Extension du front à la mi-mai, la division occupe également la cote 304 et le bois d'Avocourt. Actions locales meurtrières[2].

28 - 29 juin : attaques allemandes.
12 - 17 juillet : contre-attaques françaises.
- 19 juillet - 8 août : retrait du front, repos et instruction dans la région de Sedan ; mise en réserve de l'OHL.
- 8 août - 27 octobre : mouvement vers le front, occupation d'un secteur du front entre Cernay-lès-Reims et Witry-lès-Reims.
- 28 octobre 1917 - 15 mars 1918 : mouvement de rocade, occupation d'un secteur début novembre au nord de Craonne, au cours du mois de décembre la division est localisée entre la Miette et l'Aisne. À partir de la mi-décembre, la division occupe un secteur dans la région de Berry-au-Bac.

#### 1918
- 15 mars - 7 avril : transport sur la Somme. La division est engagée dans l'offensive Michael. Combats autour de Beaulieu-les-Fontaines avec de fortes pertes.
- 7 - 25 avril : attaques en direction de Montdidier et de Noyon.
- 25 avril - 27 mai : retrait du front, repos dans la région de Laon.
- 27 mai - 15 juin : engagée dans la bataille de l'Aisne, attaque sur Mont-Notre-Dame[2].
- 15 juin - 15 juillet : retrait du front, repos dans la région de Athies-sous-Laon.
- 15 juillet - 5 août : engagée dans la bataille de la Marne au sud de la rivière vers Monvoisin et Œuilly[2]. Repli progressif devant la pression des troupes alliées, la division atteint la Vesle le 5 août.
- 5 - 28 août : retrait du front, repos dans la région de Asfeld.
- 28 août - 18 septembre : mouvement vers le front, occupation d'un secteur du front le long de la Vesle dans la région de Châlons-sur-Vesle.
- 18 septembre - 11 novembre : mouvement de rocade, la division est engagée au sud de Laon à partir du 22 septembre. Localisée vers Chevregny et Monceau-le-Waast le 14 octobre ; sud de Banogne le 1er novembre. Le 10 novembre, la division est située vers Maubert-Fontaine[3]. Après la signature de l'armistice, la division est transférée en Allemagne où elle est dissoute au cours de l'année 1919.

## Chefs de corps
| Grade                  | Nom                         | Date                          |
| ---------------------- | --------------------------- | ----------------------------- |
| Generalleutnant        | Hermann von Wartenberg (de) | 2 août 1914 - 28 juin 1915    |
| General der Infanterie | Max von Bahrfeldt           | 29 juin 1915 - 3 avril 1916   |
| Generalleutnant        | Viktor Dallmer (de)         | 3 avril 1916 - 6 janvier 1919 |